# Gassammelrohr

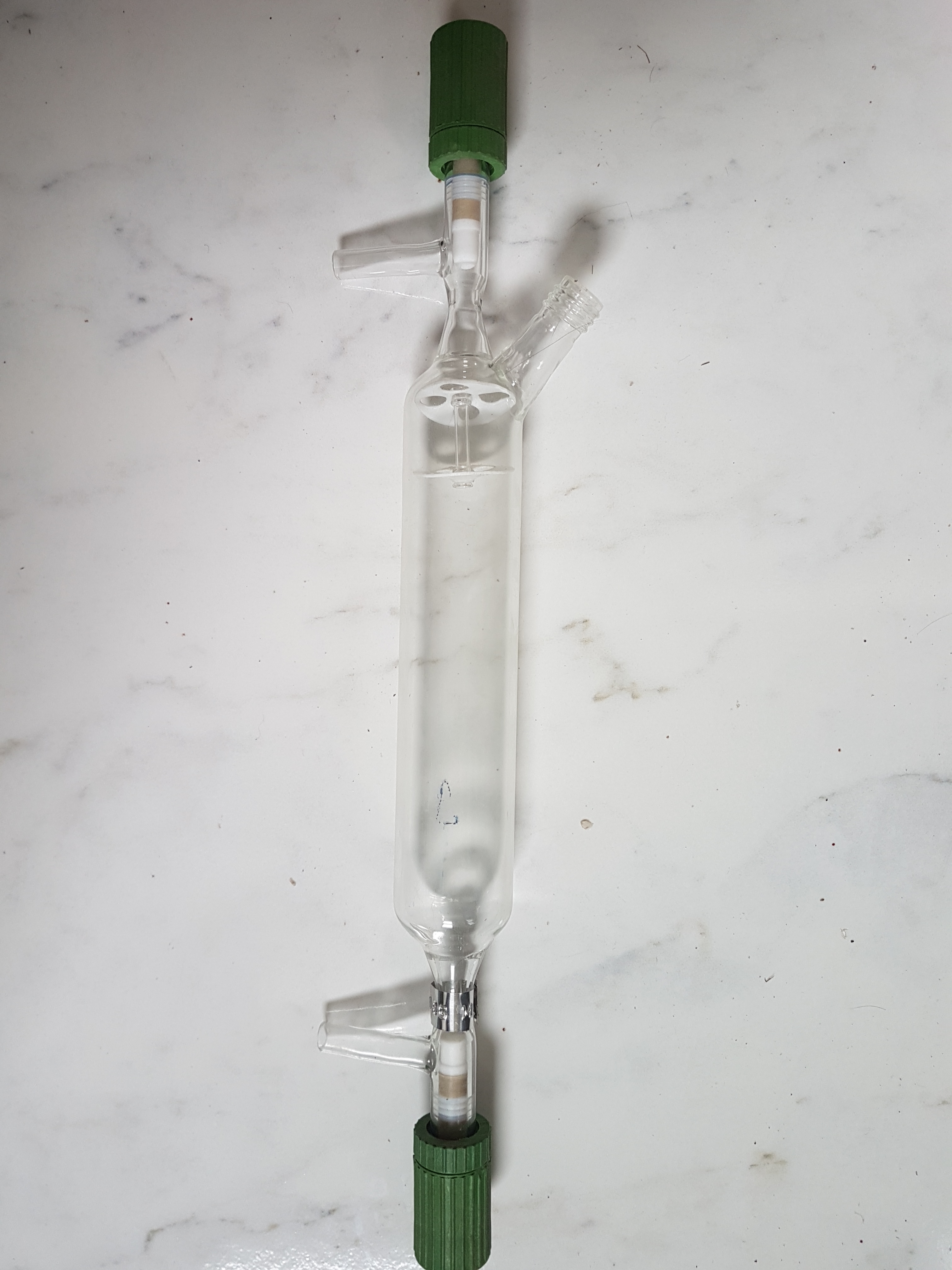
Gassammelrohr

Die Begriffe Gassammelrohr, Doppelhahnrohr und Gasmaus beschreiben einen länglichen gasdichten Behälter mit einem Ventil an jedem Ende. Meist hat so ein Behälter ein kalibriertes Volumen, eine zylindrische Form und ist aus Glas hergestellt worden. Gassammelrohre werden üblicherweise für wissenschaftliche Zwecke zum Sammeln von Gasproben eingesetzt.

## Ausführungen
- Gassammelröhren aus Glas, zylindrisch, mit zwei Oliven
- wie vor, jedoch mit zwei Glashähnen, ohne Trennwand
- wie vor, mit Trennwand
- wie vor, jedoch mit PTFE-Hähnen, ohne Trennwand
- wie vor, mit Trennwand

Gassammelröhren gibt es mit Inhalt 150, 250, 350, 500 und 1000 ml.

## Anwendung: Eine Methode zur Messung der Massendichte eines Gases
Die  Massendichte eines  Gases kann mit folgenden Geräten ermittelt werden: Einem Gassammelrohr, einer Laborwaage und einer Wasserstrahlpumpe.
Masse und Volumen einer abgesaugten Menge Gases werden bestimmt: Unter dem atmosphärischen Druck {\displaystyle p} wird das zu untersuchende Gas in das Gassammelrohr gefüllt und dann die Gesamtmasse {\displaystyle m_{\text{voll}}} ermittelt. Danach saugt die Wasserstrahlpumpe einen großen Teil des Gases aus dem Gassammelrohr, die sich danach ergebende Gesamtmasse {\displaystyle m_{\text{gesaugt}}} wird ebenfalls gemessen. Die Differenz der beiden Messwerte ergibt die Masse {\displaystyle m=m_{\text{voll}}-m_{\text{gesaugt}}} des abgesaugten Gases. Zuletzt wird dem fast evakuierten Gassammelrohr ermöglicht, eine ausgegaste Flüssigkeit (meist vorher erhitztes Wasser) aufzusaugen. Dies erfolgt wieder unter Atmosphärendruck {\displaystyle p}. Zum letzten Mal wird das jetzt ganz mit Flüssigkeit gefüllte Gassammelrohr gewogen: {\displaystyle m_{\text{mit Probe}}}. Die Massendifferenz des fast evakuierten Rohres und des flüssigkeitsgefüllten Gassammelrohres ergibt die Masse {\displaystyle m_{\text{Probe}}=m_{\text{mit Probe}}-m_{\text{gesaugt}}} der angesaugten Flüssigkeit, die den Platz des abgesaugten Gases eingenommen hat. Die gegebene Massendichte  {\displaystyle \rho _{\text{Probe}}} der Flüssigkeit ermöglicht es, das verdrängte Volumen
{\displaystyle V={\frac {m_{\text{Probe}}}{\rho _{\text{Probe}}}}}
zu berechnen.
Dadurch stehen die Masse {\displaystyle m} und das Volumen {\displaystyle V} der extrahierten Gasmenge zur Verfügung, was die Massendichte {\displaystyle \textstyle \rho ={\frac {m}{V}}} unter atmosphärischem Druck errechenbar macht. Wenn das Gas ein Reinstoff ist, dann erlaubt die Zustandsgleichung, die molare Masse {\displaystyle M} der gasförmigen chemischen Substanz zu bestimmen:
{\displaystyle M={\frac {m\cdot R\cdot T}{p\cdot V}}\,}
{\displaystyle R} repräsentiert die universelle Gaskonstante; {\displaystyle T} die absolute Temperatur, bei der die Messungen durchgeführt wurden.